# 新漢諾威縣
新漢諾威县（英語：New Hanover County）是位於美國北卡羅萊納州東南部的一個縣，東臨大西洋。面積849平方公里。根據美國2000年人口普查估計，共有人口160,307人。縣治威爾明頓 (Wilmington)。
成立於1729年11月27日。縣名來自當時英國的漢諾威王室。